# Spotmarknad
Spotmarknad är en marknadsplats där oftast produkter på marginalen inom marknaden säljs och köps avista, det vill säga för omedelbar leverans, och utan bindning i långa kontrakt. Priset på spotmarknaden brukar kallas spotmarknadspris eller spotpris.
Ett exempel på en spotmarknad av stor ekonomisk betydelse är spotmarknaden för råolja, där oljepriset sätts.
Inom den nordiska elmarknaden tillhandahåller NordPool en spotmarknad (elbörs).